# Serra d'Alzina
La Serra d'Alzina és una serra del terme municipal de Sant Esteve de la Sarga, del Pallars Jussà, situada a ponent del poble d'Alzina, al nord-est de Beniure i de Sant Esteve de la Sarga.
És una de les serres del costat nord de la Feixa. És a la part nord del terme, prop del termenal amb Castell de Mur.